# Zelenîi Iar, Krînîcikî
Zelenîi Iar (în ucraineană Зелений Яр) este un sat în comuna Pokrovka din raionul Krînîcikî, regiunea Dnipropetrovsk, Ucraina.

## Demografie
Componența lingvistică a localității Zelenîi Iar
     Ucraineană (100%)
Conform recensământului din 2001, toată populația localității Zelenîi Iar era vorbitoare de ucraineană (100%).